# Gubernia tobolska
Gubernia tobolska (ros. Тобольская губерния) – jednostka administracyjna Imperium Rosyjskiego  na terytorium zachodniej Syberii, utworzona ukazem Katarzyny II 19 stycznia?/30 stycznia 1782 jako namiestnictwo tobolskie Carstwa Syberyjskiego, od 12 grudnia?/23 grudnia 1796 ukazem Pawła I przekształcone w gubernię. Stolicą guberni był Tobolsk. Zlikwidowana 2 marca 1920.
Graniczyła od północy z Oceanem Arktycznym, na północnym wschodzie z gubernią jenisejską,  na wschodzie i południowym wschodzie z gubernią tomską, na południu z obwodem semipałatyńskim i obwodem akmolińskim, na zachodzie – z gubernią archangielską i wołogodzką (od których oddzielał ją grzbiet Uralu) i z zauralskimi częściami guberni permskiej i orenburskiej.
Powierzchnia guberni wynosiła w 1897 – 1 385 000 km². Gubernia w początkach XX wieku była podzielona na 10 ujezdów. 

## Demografia
Ludność, według spisu powszechnego 1897 – 2 012 536 osób: Rosjan (88,6%),  Tatarów (4,0%), Ukraińców (2,6%), Chantów (1,3%), Nieńców, Komiaków, Mansów i Kazachów.

### Ludność w ujezdach według deklarowanego języka ojczystego 1897[1]
| Ujezd           | Rosjanie | Tatarzy | Ukraińcy | Chantowie | Komiacy | Nieńcy | Mansowie | Kazachowie |
| --------------- | -------- | ------- | -------- | --------- | ------- | ------ | -------- | ---------- |
| Gubernia ogółem | 88,6%    | 4,0%    | 2,6%     | 1,3%      | …       | …      | …        | …          |
| Bieriozowski    | 17,5%    | …       | …        | 51,8%     | 9,4%    | 20,7%  | …        | …          |
| Iszymski        | 93,8%    | …       | 3,3%     | …         | …       | …      | …        | …          |
| Kurgański       | 98,8%    | …       | …        | …         | …       | …      | …        | …          |
| Surgucki        | 27,8%    | …       | …        | 71,7%     | …       | …      | …        | …          |
| Tarski          | 85,7%    | 9,0%    | 2,9%     | …         | …       | …      | …        | …          |
| Tobolski        | 77,0%    | 17,6%   | …        | 1,8%      | …       | …      | …        | …          |
| Turinski        | 93,2%    | …       | …        | …         | …       | …      | 5,1%     | …          |
| Tiukalinski     | 81,9%    | …       | 9,5%     | …         | …       | …      | …        | 2,5%       |
| Tiumeński       | 87,3%    | 10,1%   | …        | …         | …       | …      | …        | …          |
| Jałutorowski    | 94,8%    | 2,9%    | …        | …         | 1,3%    | …      | …        | …          |

Bezpośrednio po wyparciu przez Armię Czerwoną z Syberii Zachodniej wojsk Białych admirała Aleksandra Kołczaka zwycięscy bolszewicy przenieśli władze administracyjne guberni do Tiumeni. 2 marca 1920 postanowieniem Rady Komisarzy Ludowych  gubernia została zlikwidowana i zastąpiona gubernią tiumeńską (istniejącą do 1923). Od 1944  na terenie historycznej guberni znajduje się obwód tiumeński RFSRR, a obecnie Federacji Rosyjskiej.